# Frana

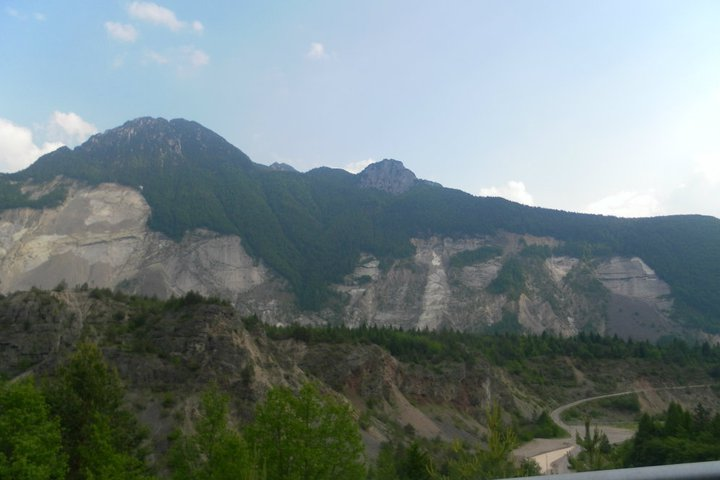
La frana del Monte Toc che causò il disastro del Vajont

Segnale di rischio frana secondo la norma internazionale ISO 7010.

La frana è il movimento o la caduta di una massa di terreno o roccia sotto l'azione della forza di gravità. Con lo stesso termine ci si riferisce, per metonimia, al materiale coinvolto nel movimento, cioè al corpo di frana. 
Le frane possono avere caratteristiche molto diverse tra loro, sia per quanto riguarda il materiale coinvolto e il tipo di movimento, sia per la loro estensione e profondità, sia per la loro velocità e durata. Alcuni esempi di frane sono le colate rapide di detrito o di fango, i crolli di roccia e gli scorrimenti di terreno lenti e profondi. Le frane caratterizzano una grande varietà di ambienti, dall'alta montagna alla collina, finanche lungo falesie costiere e pendii sottomarini.
La forza di gravità è il motore principale di una frana, ma esistono una serie di fattori che possono condizionare un pendio e predisporlo a fenomeni di instabilità e movimenti. Tra questi, possono giocare ruoli importanti l'azione degli agenti atmosferici (ad esempio attraverso la saturazione del terreno e l'erosione superficiale dovuta alle piogge), le variazioni climatiche stagionali (che possono indurre deformazioni e provocare fratture), la sismicità (che può indebolire o fratturare la roccia), così come l'azione dell'uomo (ad esempio attraverso il disboscamento e l'agricoltura intensiva). Generalmente, esiste una causa scatenante che innesca il movimento franoso (come ad esempio una forte pioggia o un terremoto, oppure uno scavo per costruire una strada o un edificio), sebbene non sempre questa sia ben identificabile o unica.

## Descrizione

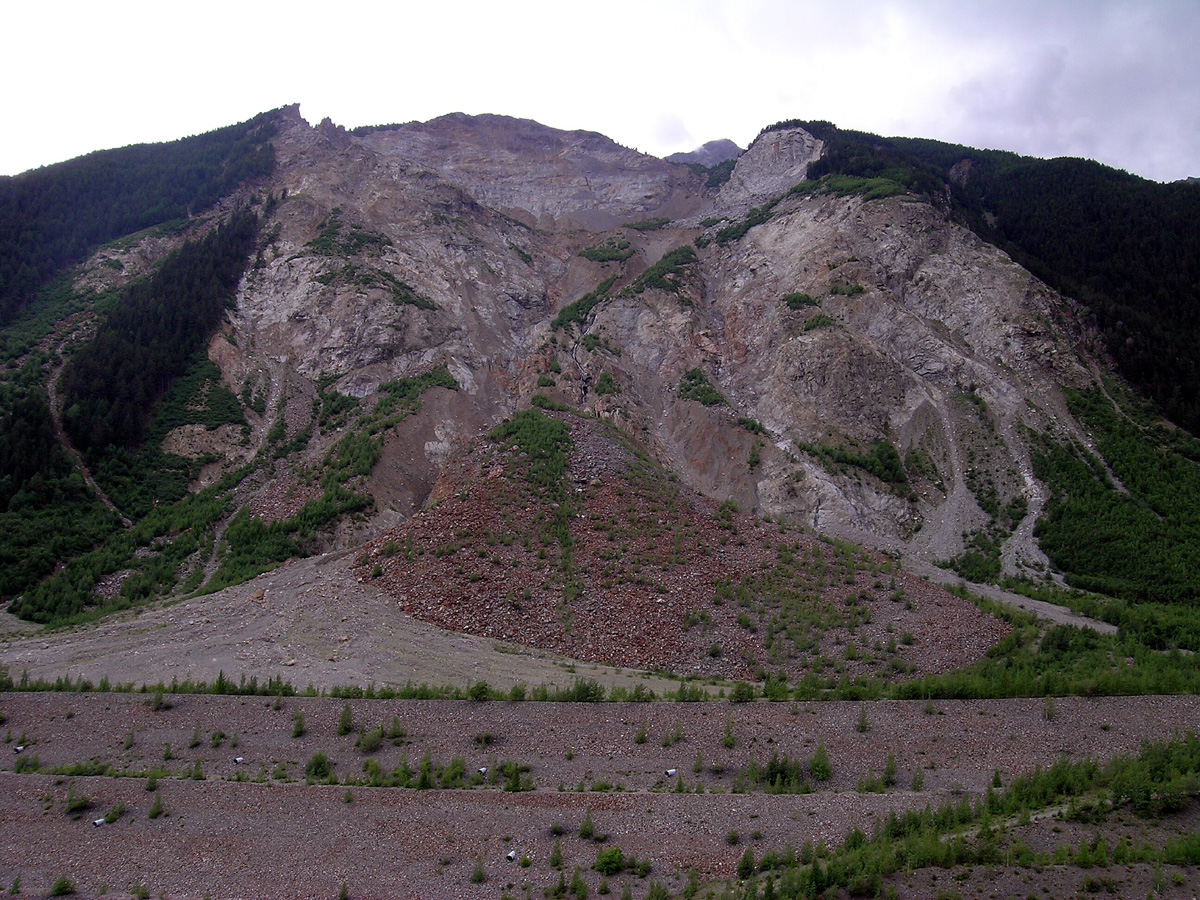
La frana che seppellì Sant'Antonio Morignone (SO) in Valtellina nel 1987

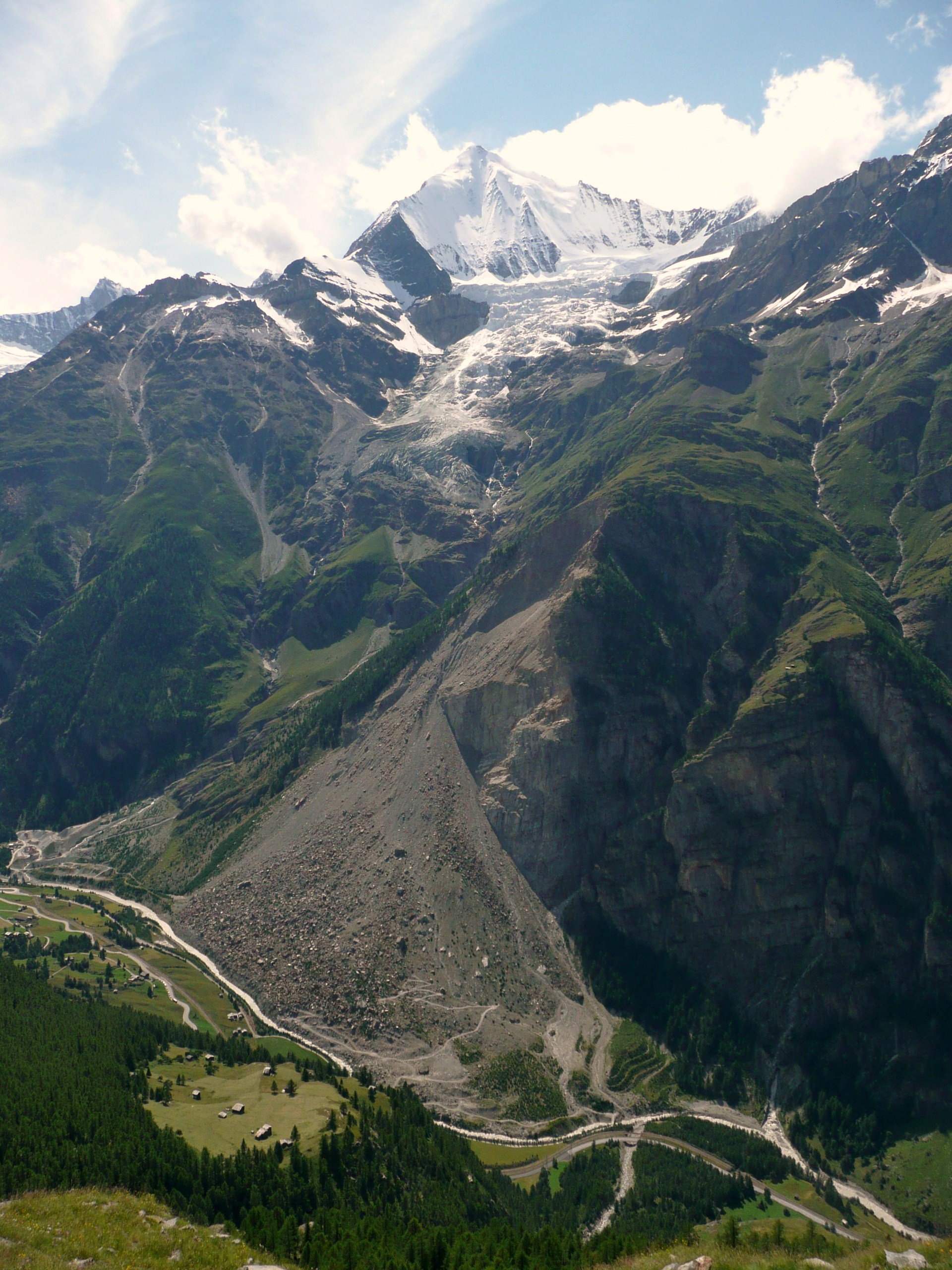
La frana di Randa in Svizzera (Canton Vallese) del 1991.

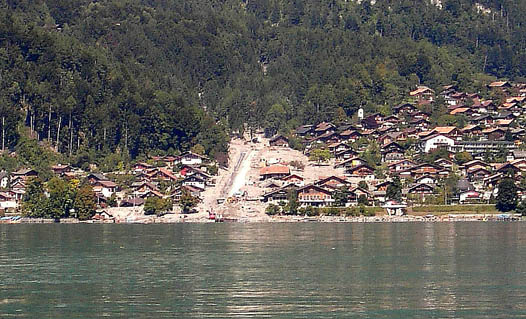
Colata di fango a Brienz (Canton Berna) nel 2005.

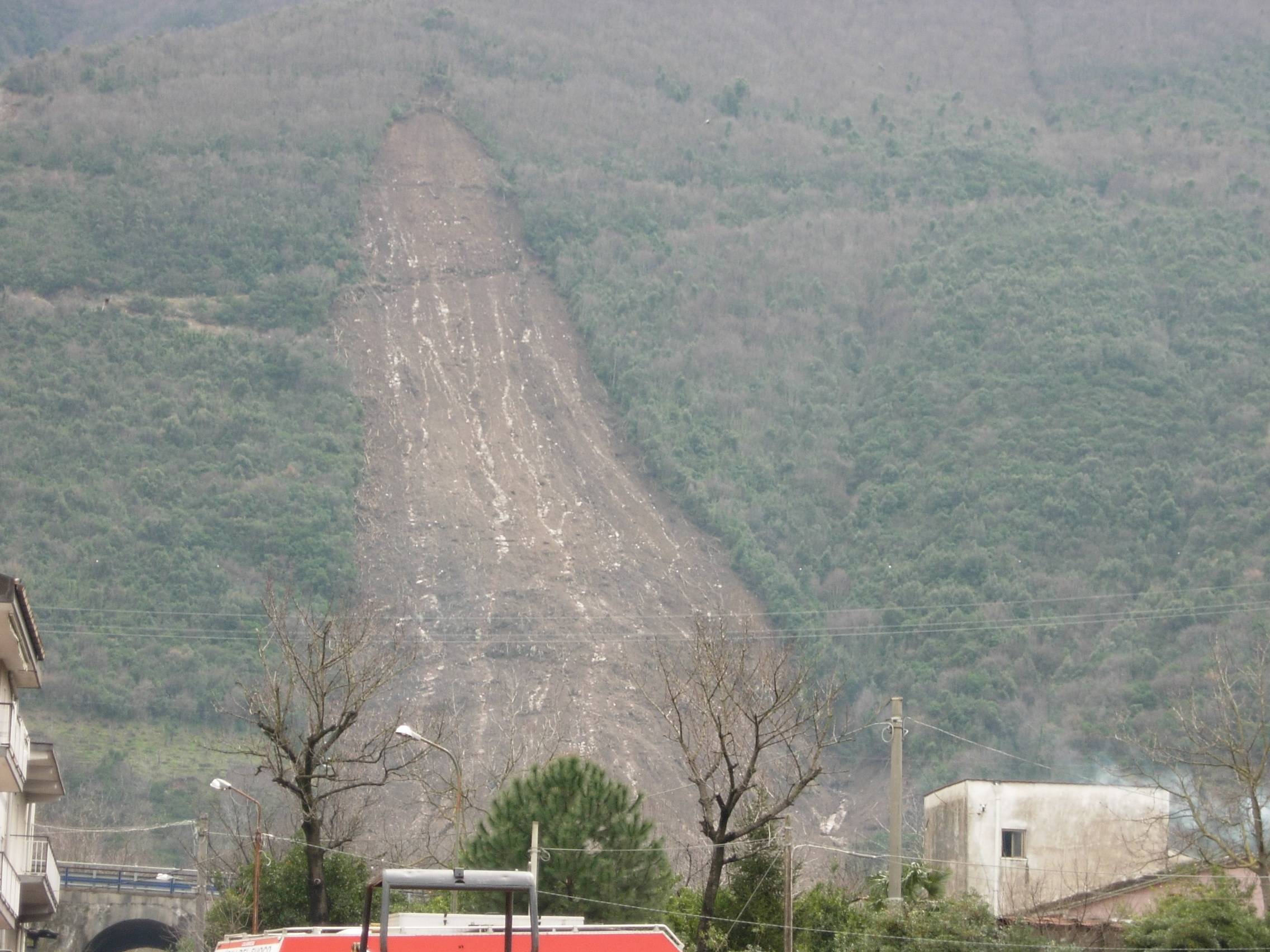
La frana di colamento di Nocera Inferiore del 2005.

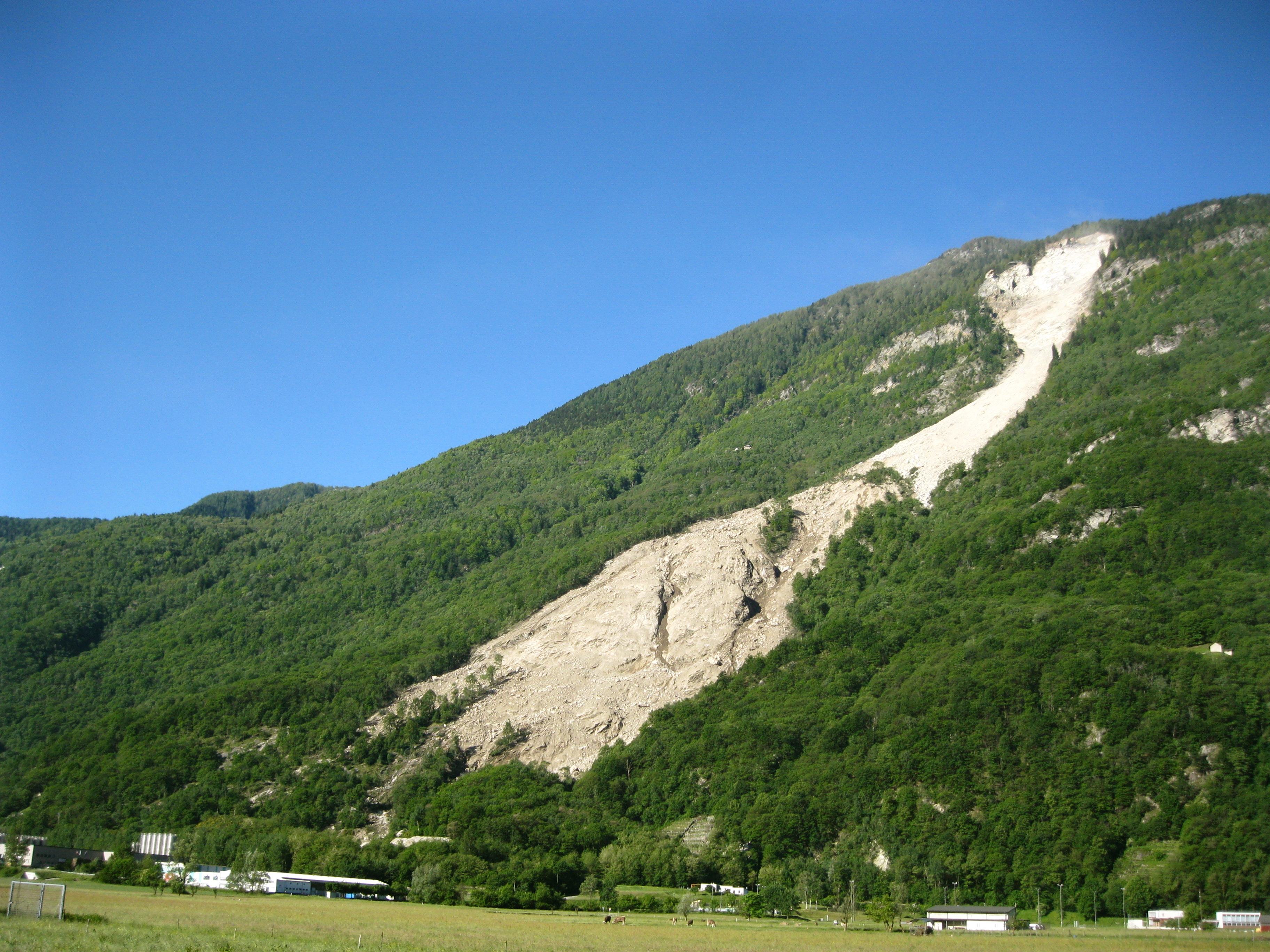
La frana del Valegion di Preonzo (Canton Ticino) dopo il franamento del 2012.

Le frane possono dare luogo a profonde trasformazioni della superficie terrestre, e a causa della loro alta pericolosità, in alcune aree abitate, devono essere oggetto di attenti studi e monitoraggi.
Lo scopo dello studio delle frane è quello di essere in grado di prevedere un loro movimento o comunque se non fosse possibile bloccare la caduta del materiale tentare di deviarne o rallentarne la corsa tramite l'utilizzo di particolari strutture di ingegneria naturalistica, oppure, nei casi "inoperabili", approntare Piani di Protezione Civile finalizzati a sgombero preventivo, temporaneo o definitivo.
Per frana o dissesto è da intendersi qualsiasi situazione di equilibrio instabile del suolo, del sottosuolo o di entrambi, compreso fenomeni di intensa erosione superficiale, o fenomeni franosi che interessano i pendii in profondità, tali movimenti sono controllati dalla gravità. 
I fattori o le cause che producono una frana o un movimento di massa sono molteplici si distinguono in tre tipi:
- cause predisponenti (ovvero proprie dell'ambiente naturale): natura del terreno, litologia, giacitura, andamento topografico, acclività dei versanti, clima, precipitazioni, escursioni termiche, idrogeologia ecc.;
- cause preparatrici: disboscamento, piovosità, erosione delle acque, variazione del contenuto d'acqua, azioni antropiche ecc;
- cause provocatrici: abbondanti piogge, erosione delle acque, terremoti, scavi e tagli ecc;

Spesso movimenti franosi sono conseguenza di situazioni di alto rischio idrogeologico se non di conclamato dissesto idrogeologico che combinano insieme fattori meteorologico-climatici, geologici e antropici.

### Parti di una frana
In genere una frana è caratterizzata da tre parti: 
- nicchia di distacco;
- alveo o pendio di frana;
- accumulo della frana

L'alveo o pendio di frana è quella zona in cui il materiale coinvolto nella frana si trova a una quota inferiore rispetto alla superficie originaria del pendio. La zona di accumulo è quella zona in cui il materiale si trova a una quota superiore rispetto al versante originario. Un'ulteriore divisione prevede di considerare:
- corona: parte di materiale non coinvolta dal fenomeno immediatamente adiacente alla parte più alta del pendio di frana;
- testata: parte superiore del terreno franato;
- scarpate secondarie: superfici ripide all'interno della frana, sintomatiche di movimenti differenziali all'interno del materiale;
- fratture secondarie: fratture in senso longitudinale o trasversale nel materiale franato.
- superficie di separazione: superficie che divide il materiale spostato da quello inalterato sottostante;

La massa di terreno coinvolta dal fenomeno viene chiamata materiale mobilizzato e viene comunemente suddiviso in corpo principale (parte del materiale che in seguito al movimento resta nell'alveo della frana) e piede della frana (materiale che si attesta nella zona di accumulo).

### Classificazione

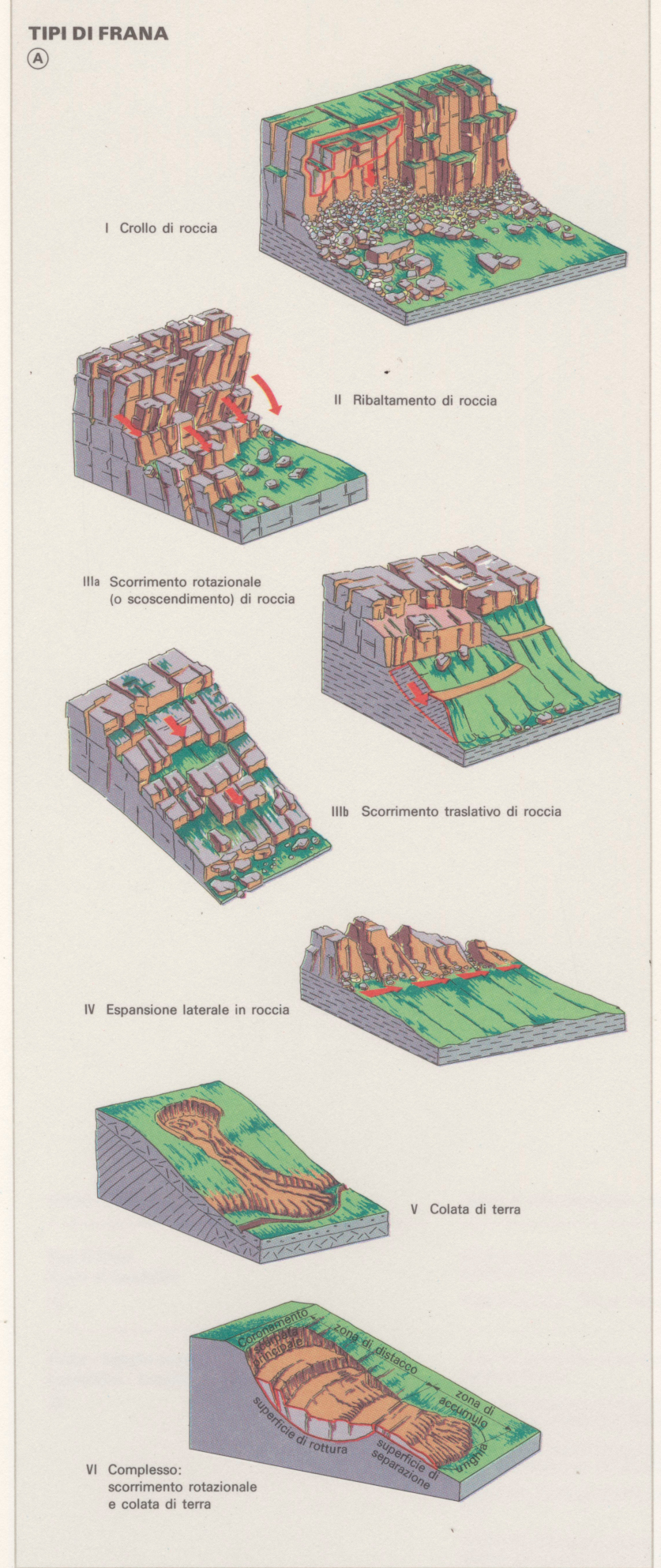
Frane per tipo di movimento

Per classificare i vari tipi di frane ci si può riferire al tipo di materiale coinvolto (che può essere suddiviso, ad esempio, in roccia, detrito e terreno) ed al tipo di movimento. Queste due caratteristiche possono essere integrate considerando anche altri aspetti, quali la velocità, la dimensione, e il contenuto d'acqua.
Una delle classificazioni più usate è quella di Cruden e Varnes, successivamente aggiornata da Hungr, Leroueil e Picarelli. Questa classificazione suddivide le frane secondo 5 tipi di movimento principali (più la categoria delle frane complesse o composite) e 3 classi di materiali.
| tipo di movimento                     | tipo di movimento                     | tipo di materiale | tipo di materiale | tipo di materiale |
| tipo di movimento                     | tipo di movimento                     | roccia | detrito | terreno |
| ------------------------------------- | ------------------------------------- | --- | --- | --- |
| crollo (fall)                         | crollo (fall)                         | crollo di roccia | crollo di detrito | crollo di terreno |
| ribaltamento (topple)                 | ribaltamento (topple)                 | ribaltamento di roccia | ribaltamento di detrito | ribaltamento di terreno |
| scorrimento o scivolamento (slide)    | rotazionale                           | scorrimento rotazionale di roccia | scorrimento rotazionale di detrito | scorrimento rotazionale di terreno |
| scorrimento o scivolamento (slide)    | traslazionale                         | scorrimento traslazionale di roccia | scorrimento traslazionale di detrito | scorrimento traslazionale di terreno |
| espansione laterale (lateral spread)  | espansione laterale (lateral spread)  | espansione laterale di roccia | espansione laterale di detrito | espansione laterale di terreno |
| colata o flusso (flow)                | colata o flusso (flow)                | flusso di roccia (deformazione gravitativa profonda di versante) | colata di detrito | colata di terreno |
| frana complessa o composita (complex) | frana complessa o composita (complex) | combinazione di due o più tipi nello spazio (diversi tipi di movimento in diverse zone del corpo di frana) e/o nel tempo (evoluzione del movimento da un tipo di frana all'altro) | combinazione di due o più tipi nello spazio (diversi tipi di movimento in diverse zone del corpo di frana) e/o nel tempo (evoluzione del movimento da un tipo di frana all'altro) | combinazione di due o più tipi nello spazio (diversi tipi di movimento in diverse zone del corpo di frana) e/o nel tempo (evoluzione del movimento da un tipo di frana all'altro) |

- Frane di crollo: consistono nel distacco improvviso di grosse masse di roccia disposte su pareti molto ripide o scarpate; il movimento iniziale ha come componente principale la caduta verticale verso il basso, finché il materiale non raggiunge il versante ed avere dopo l'impatto rimbalzi e/o rotolamenti. Il crollo si attua quando la resistenza al taglio del materiale lungo una superficie diventa minore del peso proprio del blocco di roccia o terreno identificato da tale superficie. Questi tipi di frane sono caratterizzati da un'estrema rapidità. Il deposito conseguente alla frana è un accumulo al piede del pendio di materiale di diversa dimensione e in funzione delle caratteristiche fisiche del versante si può verificare anche che blocchi di maggiori dimensioni si trovino a notevole distanza dal luogo del distacco. Causa predisponente è l'esistenza di sistemi di fratturazione o scistosità. Cause innescanti sono gli scuotimenti tellurici (terremoti), il "crioclastismo" (ghiaccio nelle fessure), la pioggia, lo sviluppo vegetale di apparati radicolari, lo scalzamento del piede del versante ad opera dell'uomo o naturale (erosione).

- Frane di ribaltamento: sono denominate ribaltamenti quelle frane in cui la forza di gravità, la pressione dell'acqua o la spinta dei blocchi adiacenti generino nel terreno o nella roccia un movimento rotazionale secondo un centro di rotazione posto al di sotto del baricentro della massa. Il tipo di deposito che genera è molto simile a quello dei crolli.

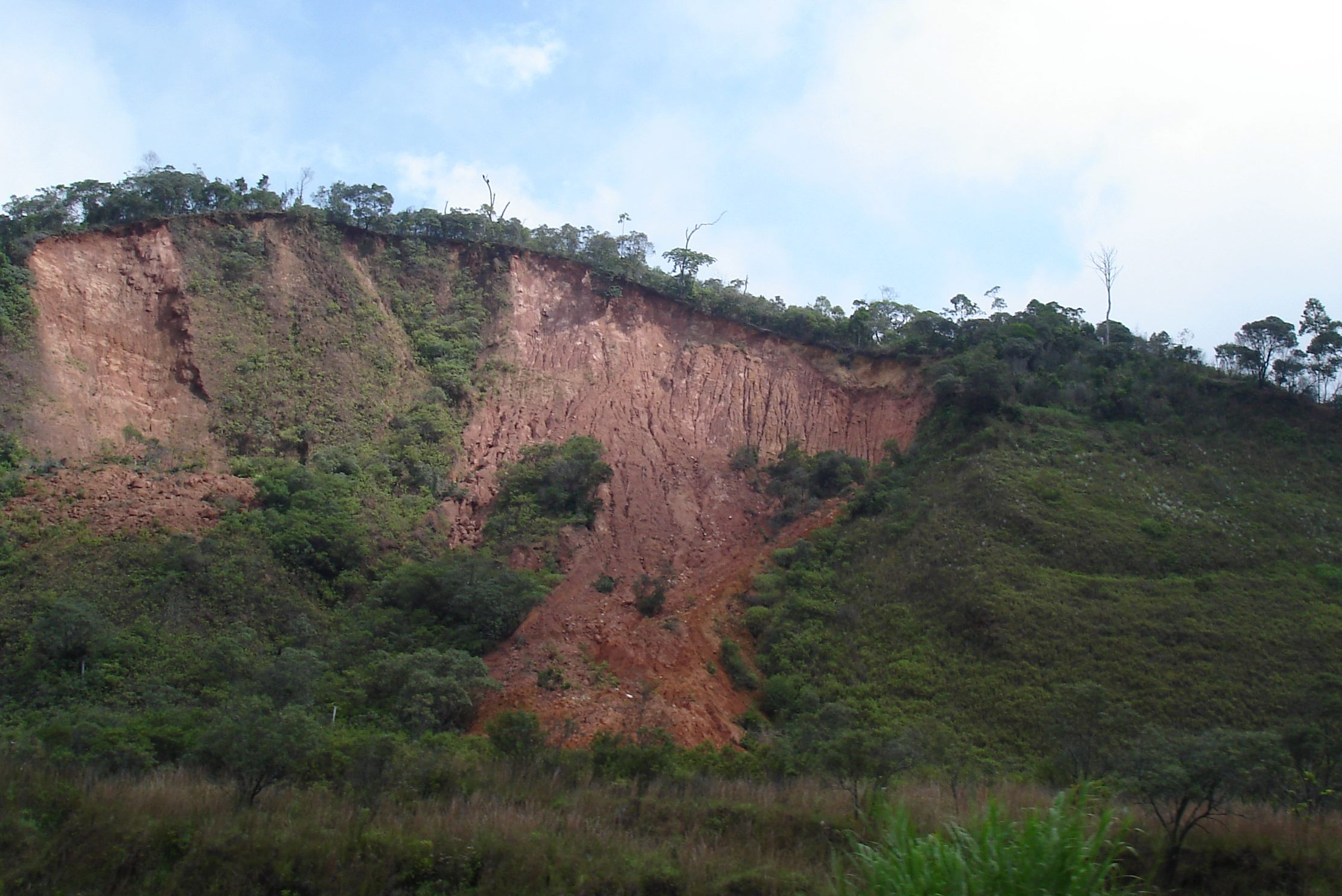
Frana di scivolamento

- Frane di scivolamento: si dividono in base alle caratteristiche geometriche della superficie di scorrimento in movimenti per scivolamento planare o rotazionale:
  - nel movimento planare avvengono principalmente su delle superfici discontinue già inclinate (superfici di strato in successione sedimentaria, di fratturazione o scistosità in rocce metamorfiche) e prevalentemente si verificano su pendii a franapoggio quando gli strati non si riescono a sostenere tramite l'attrito tra le due superfici;
  - nel movimento rotazionale si verificano lungo superfici curve, concave verso l'alto, in materiali coerenti o pseudocoerenti, quando viene superata la resistenza al taglio degli stessi materiali.

- Frane per espandimento laterale: queste frane si realizzano in terreni dal particolare assetto geologico in cui materiali caratterizzati da un comportamento rigido sono sovrapposti a materiali dal comportamento plastico. L'espansione laterale è generata dal flusso del materiale plastico sottostante che provoca la progressiva fratturazione del materiale rigido sovrastante.

Frana di colamento

- Frane per colamento: si definiscono colamenti quelle frane in cui la deformazione del materiale è continua lungo tutta la massa in movimento. Nel caso di colamenti in rocce non si può avere una visione immediata della superficie di frana, e oltretutto questi movimenti sono generalmente molto lenti e caratterizzati da processi di scorrimento viscoso. I colamenti in terreni sciolti o detriti (earth flows) sono generalmente molto più facili da vedere in quanto la massa franata assume un aspetto molto simile a quello di un fluido ad alta viscosità. Queste frane si hanno in presenza di saturazione e successiva fluidificazione di masse siltoso-argillose in terreni di alterazione ad opera dell'acqua, la massa fangosa può anche coinvolgere nel suo movimento blocchi rocciosi di altra natura.  Collaterali a questa famiglia sono gli episodi di "colamento veloce, o rapido", o più correttamente "frane per saturazione e fluidificazione dei terreni detritici superficiali" (soil slips). Si attivano in genere durante eventi piovosi intensi, con altezze di precipitazione (es.) oltre i 100 mm/ora. In tal caso si presentano in numero elevato, sino a centinaia per km². (valle d'Ossola 08/1978, Langhe piemontesi 11/1994). (Vedi sotto in: Colate rapide di fango)

- Smottamenti, si parla di piccole frane di tipo superficiale, composte principalmente di materiali incoerenti o resi tali dall'effetto dell'acqua.

Deformazioni gravitative profonde di versante", o DGPV, sono particolari fenomeni dei quali si è presa esatta coscienza solo negli ultimi decenni

### Colate rapide di fango (approfondimento)
Le frane da scorrimento-colata rapida di fango avvengono durante prolungati periodi piovosi e si attivano, infine, in concomitanza di eventi meteorici record, è un tipo di frana molto liquida, ed ha origine all'interno del manto di copertura piroclastica (a) o comunque detritica giacente su substrato roccioso (b).
a) I terreni piroclastici (etimologia: fuoco - detrito) si sono depositati nel corso dei secoli durante eruzioni vulcaniche, e in genere sono ancora giacenti su fianchi di apparato vulcanico. Lo scioglimento repentino delle nevi di quota - a causa di imminente eruzione - oppure piogge intense o prolungate, mobilizzano la coltre piroclastica creando un flusso "autoalimentante" che scorre verso valle a grande velocità, avendo massa molto densa fortemente erosiva. Sono famose le colate che si verificano su vulcani giapponesi, ma, soprattutto, su quelli centro americani. (vedi Ecuador, Indonesia, Giappone, vulcano Monte sant'Elena, 1980, USA). Oppure si attivano in terreni vulcanici antichi ove siano presenti valli e fianchi vallivi. (in Italia, vedi Frane di Sarno, Irpinia, 1998) 
b) Altri tipi di substrato possono essere i più vari: molto "produttivi sono - in Italia - i terreni terziari e quaternari di origine sedimentaria, meno competenti e più facilmente alterabili in superficie.
In assenza di piogge prolungate o ripetitive, o di periodi storici piovosi, la coltre di alterazione si imposta in loco approfondendo verso il basso, a scapito degli strati superficiali "rocciosi" sottostanti. In Italia le colate di fango - meglio chiamate "Frane per saturazione e fluidificazione dei terreni detritici superficiali" sono normali nei versanti ad alta pendenza di Appennini e Alpi. (vedi Valle d'Ossola, 1978, Langhe piemontesi, 1994 - Pubblicazioni Servizio Geologico Regionale Piemonte) 
In genere la frana inizia con un piccolo smottamento più a monte in corrispondenza di punti deboli (balze rocciose, strade, etc) che impatta sul versante di terreni saturi d'acqua che si mobilizzano e "scorrono" a valle con notevole energia. In genere la zona di "colata", a valle della nicchia di distacco, si imposta sulla superficie topografica naturale preesistente che funge da "piano di flusso". Quando la frazione liquida è predominate su quella solida il pendio attraversato si conserva integro con copertura erbosa intatta. In questi casi, e stante l'esistenza di condizioni geometriche ottimali, quali una sensibile lunghezza e pendenza del versante, la lunghezza totale della frana può essere di molte unità (5 - 10) superiore alla sua larghezza. 
La zona di accumulo, alla base del versante, è tipicamente in forma di ventaglio.

### Cause
I movimenti di versante avvengono a causa dei fenomeni in grado di modificare le forze interne ed esterne agenti sul terreno o sull'ammasso roccioso.
I fattori si possono dividere in condizionanti o scatenanti. I primi sono
la forma del rilievo, la natura e la struttura del terreno, i secondi sono fattori esterni che influenzano la stabilità.
Tra i fattori condizionanti troviamo quindi la geometria del rilievo, la litologia, la struttura geologica e l'assetto strutturale, le proprietà meccaniche e il grado di alterazione dei materiali ed infine la presenza di vegetazione.
Tra i fattori scatenanti troviamo le precipitazioni e i cambiamenti delle condizioni idrologiche, la variazione dei carichi statici o dinamici, la variazione della geometria dei pendii, l'erosione e l'azione climatica.
In ogni caso la rottura del materiale secondo una data superficie indica che lungo quella superficie gli sforzi agenti, che tendono a far muovere la massa, sono maggiori degli sforzi reagenti, che invece tendono a bloccarla. Di conseguenza è possibile suddividere le cause delle frane in fattori che aumentano gli sforzi agenti e fattori che diminuiscono quelli reagenti.
I fattori che determinano un aumento degli sforzi agenti possono essere suddivisi in:
- fattori che asportano il materiale (erosione al piede, attività di scavo al piede, rimozione di opere di sostegno al piede):
- fattori che creano un aumento di carico (saturazione ad opera di piogge intense, sovraccarico alla sommità, aumento della pressione dell'acqua);
- fattori che riducono il supporto sotterraneo (dissoluzione chimica di rocce sotterranee, attività mineraria);
- fattori che esercitano sforzi transitori sul terreno (attività sismica o vulcanica, esplosioni, sovraccarico dovuto al traffico stradale).

I fattori che generano una ridotta capacità portante del materiale si suddividono in:
- fattori intrinseci (natura dei terreni, disposizione e rotondità dei granuli, caratteristiche geometriche di eventuali piani di discontinuità, orientazione del pendio);
- fattori esterni (sollecitazioni transitorie, alterazione chimico-fisica dei materiali, variazioni del contenuto d'acqua).

## Monitoraggio
Il decreto del Ministero delle infrastrutture e dei trasporti del 14/01/2008 afferma al capitolo 6 (Stabilità dei pendii naturali) che "Lo studio della stabilità dei pendii naturali richiede osservazioni e rilievi di superficie, raccolta di notizie storiche sull'evoluzione dello stato del pendio e su eventuali danni subiti dalle strutture o infrastrutture esistenti, la constatazione di movimenti eventualmente in atto e dei loro caratteri geometrici e cinematici, la raccolta dei dati sulle precipitazioni meteoriche, sui caratteri idrogeologici della zona e sui precedenti interventi di consolidamento."
Il monitoraggio delle frane ha come obiettivi:
- La profondità e la superficie del movimento franoso per valutarne il volume;
- L'eventuale esistenza di movimenti in atto e la loro collocazione spazio-temporale;
- Il controllo degli aspetti idrogeologici della frana;

Un monitoraggio attento e continuo può essere molto proficuo dal punto di vista della gestione del rischio nell'ambito della protezione civile.
Attraverso la strumentazione geotecnica è possibile valutare:
- l'apertura delle fratture (tramite estensimetri, fessurimetri, distometri, mire ottiche);
- la superficie di scivolamento, movimenti profondi e deformazioni (con tubi inclinometrici, inclinometri fissi, sistemi trivec ed increx, T.D.R. ed estensimetri di profondità);
- il livello piezometrico della falda (attraverso i piezometri).

Ulteriori strumenti per il monitoraggio dei movimenti franosi sono:
- GPS, Interferometria SAR Terrestre (TInSAR) e sistemi topografici (si installano una serie di pilastri in calcestruzzo sul corpo della frana per poi valutarne gli spostamenti relativi) i quali forniscono informazioni sui movimenti superficiali della frana;
- radiazione infrarossa per valutare il grado di umidità del terreno e quindi controllare la situazione idrogeologica.

## Prevenzione

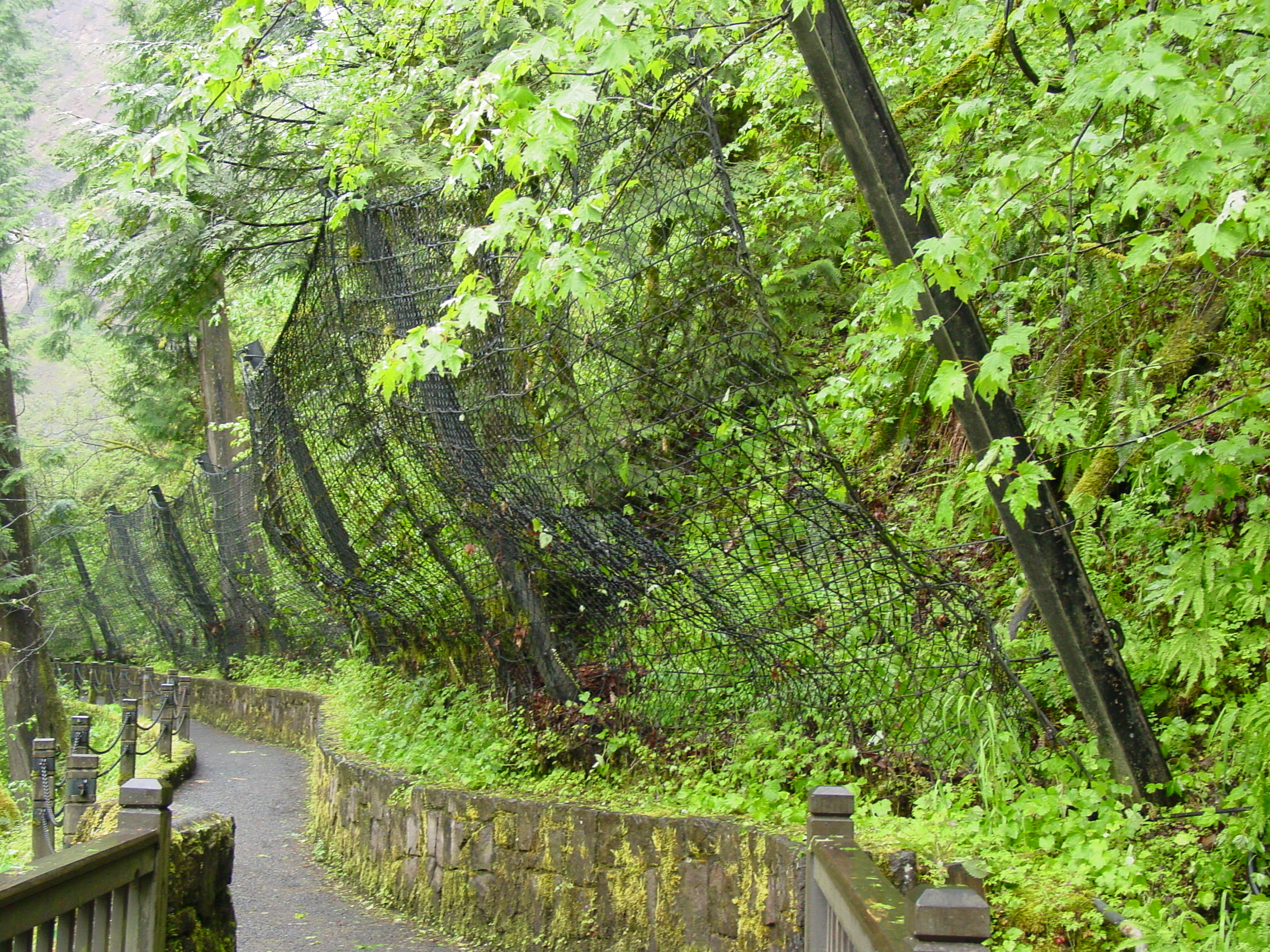
Una rete paramassi presso le cascate Mutnomah in Oregon, USA

Per evitare di causare i movimenti franosi è necessario porre attenzione alle aree a rischio ed osservare alcuni accorgimenti:
- evitare costruzioni sul coronamento del corpo di frana o comunque nella sua parte superiore, in quanto questo appesantisce il terreno sottostante e lo rende instabile facilitandone lo scivolamento;
- evitare di effettuare sbancamenti o scavi nella parte inferiore del corpo della frana perché questo elimina una parte consistente del terreno resistente alla frana.

In ogni caso all'atto della progettazione di un'opera in prossimità di un pendio è necessaria la valutazione della stabilità globale del pendio stesso.
Uno dei metodi utilizzato per proteggere le strutture e la popolazione a valle di un pendio roccioso a rischio di frana sono reti, rilevati e barriere paramassi, interventi passivi in grado di frenare i blocchi in movimento ed evitare che questi raggiungano le strutture sottostanti.
Per aumentare il fattore di sicurezza in un'area a rischio frana si possono progettare interventi attivi di vario tipo. Fondamentalmente si distinguono questi interventi in interventi che diminuiscono gli sforzi di taglio che il materiale deve mobilitare per mantenersi in equilibrio ed interventi che aumentino le caratteristiche di resistenza al taglio del materiale.

### Interventi per la riduzione della resistenza a taglio mobilitata
Gli interventi principali per ridurre la resistenza a taglio mobilitata, e quindi per far sì che ci sia sempre una differenza accettabile tra questi e la resistenza a taglio massima del materiale, sono:
- Sbancamenti: opere di scavo eseguite a monte della massa di terreno a rischio; in fase di progettazione e decisione di questi interventi bisogna sempre tenere in considerazione che uno sbancamento se da un lato aumenta il fattore di sicurezza a valle dell'intervento lo diminuisce a monte;
- Riprofilature: riduzione dell'inclinazione del pendio per mezzo dell'allontanamento di materiale e quindi costruendone artificialmente il profilo (che può essere con angolazione costante o a gradoni);
- Allontanamento di massi pericolanti: si può pensare di intervenire su un versante allontanandone le parti più pericolose e più difficilmente stabilizzabili, come dei blocchi pericolanti, facendo però attenzione che l'intervento per rimuoverli non sia di danno al resto del versante (come può avvenire facilmente ad esempio utilizzando dell'esplosivo);
- Riduzione dell'erosione al piede del versante da parte dei corsi d'acqua: questi interventi sono finalizzati a ridurre l'effetto dannoso che ha l'erosione nei confronti della stabilità del pendio; tali interventi possono essere:
  - opere longitudinali, cioè scogliere lungo le rive del fiume che rinforzano il piede del pendio rinforzandolo e diminuendone l'erosione progressiva;
  - opere trasversali, cioè perpendicolari al flusso dell'acqua, in grado di allontanare il flusso della corrente dal piede del versante (repellenti), diminuire la velocità della corrente in prossimità della zona a rischio (briglie di consolidamento e soglie), arrestare il materiale trasportato dalla corrente al piede del pendio (briglie di trattenuta) o diminuire l'attività erosiva sul fondo dell'alveo (cunette di fondo);
- Opere di sostegno al piede del versante, cioè la costruzione di rilevati in grado di sorreggere il pendio sovrastante; questi rilevati possono essere rigidi o flessibili a seconda del comportamento che hanno in relazione alle deformazioni;
- Sistemazioni idraulico-forestali, che si dividono in:
  - rimboschimento: dal momento che gli apparati radicali delle piante sono in grado di conferire al terreno maggiore coesione e resistenza agli sforzi di taglio, è possibile utilizzare questa tecnica per prevenire fenomeni franosi;
  - opere di drenaggio superficiale, cioè quelle opere in grado di allontanare l'acqua piovana che andrebbe ad erodere il terreno; alcuni esempi sono le canalette superficiali (canali disposti lungo la linea di massima pendenza sul corpo della frana) e i fossi di guardia (fossi longitudinali alla frana posti immediatamente sopra la parte superiore);
  - opere di drenaggio profondo, in grado di allontanare l'acqua nel sottosuolo; interventi di questo tipo sono trincee, pozzi e gallerie drenanti.

In caso di terreni rocciosi si può intervenire anche con tiranti, bulloni o chiodi infissi nella roccia che quindi possano sostenere la massa.

### Interventi per migliorare la resistenza del materiale
Esistono degli interventi in grado di migliorare la resistenza intrinseca di un materiale agli sforzi esterni. Questi interventi sono:
- Iniezioni di miscele consolidanti, le quali danno al materiale un'ulteriore coesione derivante dalla cementazione;
- Stabilizzazione chimica, anche se in fase sperimentale, permette di cambiare le caratteristiche del materiale (ad esempio inserendo cloruro di potassio in alcune argille);
- Elettroosmosi ed elettrosilicatazione, che consistono nell'allontanamento dell'acqua tramite il passaggio di corrente elettrica nel terreno preceduta, solo nel caso dell'elettrosilicatazione, dell'introduzione di una soluzione di silicato di sodio; questa tecnica però presenta costi elevati;
- Congelamento, in grado di avere un'azione di cementazione temporanea; viene effettuata con azoto liquido.